# Libertad (periódico)
Libertad fue un periódico español editado en Valladolid entre 1931 y 1979. Fundado originalmente por el líder fascista Onésimo Redondo como un semanario de ideología fascista y filo-nazi, durante el transcurso de la Guerra civil pasó a editarse como un periódico con formato diario. Siguió publicándose hasta su desaparición en 1979, tras el final del régimen franquista.

## Historia

### Primera época
El periódico fue fundado por Onésimo Redondo, originalmente como semanario Libertad, apareciendo su primer número el 13 de junio de 1931. En torno a Redondo se congregó un grupo de autores que solían publicar en el semanario, tales como Javier Martínez de Bedoya, Carlos Fernández Cuenca, Jesús Ercilla o Emilio Gutiérrez Palma.
Durante el periodo republicano fue la principal publicación fascista de Valladolid, lo que le acarreó no pocos problemas con las autoridades: suspensiones, multas y procesos judiciales. En una de estas suspensiones la publicación hubo de ser sustituida de forma temporal —entre 1932 y 1933— por el semanario Igualdad, antes de volver a circular nuevamente. Desde Libertad se hizo un fuerte seguimiento del nazismo alemán, llegando a reproducir escritos de Adolf Hitler.
En sus páginas aparecieron diatribas antisemitas e incluso se publicó por entregas el libelo antisemita Protocolos de los sabios de Sión. Durante estos años también sirvió como órgano del partido fundado por Redondo, las Juntas Castellanas de Actuación Hispánica (JCAH), y más adelante lo sería también de su sucesor, las Juntas de Ofensiva Nacional-Sindicalista (JONS). Tras la unión de las JONS con Falange Española, la revista continuó publicándose con algunas interrupciones hasta el 20 de mayo de 1935, cuando dejó de editarse por órdenes de José Antonio Primo de Rivera —que con esta medida habría buscado potenciar la difusión del semanario Arriba de Madrid—.

### Etapa franquista
Tras el comienzo de la Guerra Civil en el verano de 1936, Libertad resurgió como un semanario. Bajo la nueva dirección de Gabriel Arias-Salgado, a partir del 21 de agosto de 1938 el antiguo semanario pasó a editarse de forma diaria. Posteriormente, el diario se convirtió en propiedad de FET y de las JONS, y durante la dictadura franquista pasó a integrarse en la llamada Prensa del Movimiento como órgano oficial del mismo en Valladolid. 
Durante los años del franquismo por la dirección del periódico también pasaron Narciso García Sánchez, Víctor Gómez Ayllón, Timoteo Esteban Vega, etc. En este periodo fue uno de los tres diarios que se editaban en la capital vallisoletana, junto al Diario Regional y El Norte de Castilla. Sin embargo, a diferencia de los otros, Libertad nunca tuvo unas ventas muy elevadas entre la población. Ya en 1966 el diario era deficitario para las arcas públicas. Tras la muerte de Franco pasó a incorporarse al ente estatal Medios de Comunicación Social del Estado (MCSE), pero la situación siguió empeorando. Para 1979 acumulaba unas pérdidas de casi cuarenta y seis millones de pesetas, y su tirada diaria era de sólo 885 ejemplares. Esta situación hizo insostenible su mantenimiento y finalmente se acordó su cierre en 1979.